# Sant'Arcangelo
Sant'Arcangelo es un municipio situado en el territorio de la provincia de Potenza, en Basilicata (Italia).

## Demografía
| Gráfica de evolución demográfica de Sant'Arcangelo entre 1861 y 2001 |
|                                                                      |
| fuente ISTAT - elaboración gráfica a cargo de Wikipedia              |